# Ryttere og hold i Post Danmark Rundt 2009
Ryttere og hold i Post Danmark Rundt 2009
| Team Saxo Bank SAX   | Team Saxo Bank SAX  | Team Saxo Bank SAX | Team Saxo Bank SAX | Team Saxo Bank SAX |
| -------------------- | ------------------- | ------------------ | ------------------ | ------------------ |
| Nr.                  | Navn                |                    |                    |                    |
| 1                    | Jakob Fuglsang      | Danmark            |                    |                    |
| 2                    | Matti Breschel      | Danmark            |                    |                    |
| 3                    | Nicki Sørensen      | Danmark            |                    |                    |
| 4                    | Alex Rasmussen      | Danmark            |                    |                    |
| 5                    | Frank Høj           | Danmark            |                    |                    |
| 6                    | Anders Lund         | Danmark            |                    |                    |
| 7                    | Kasper Klostergaard | Danmark            |                    |                    |
| 8                    | Lars Bak            | Danmark            |                    |                    |
| Holdleder: Dan Frost |                     |                    |                    |                    |

| Silence-Lotto SIL       | Silence-Lotto SIL  | Silence-Lotto SIL | Silence-Lotto SIL | Silence-Lotto SIL |
| ----------------------- | ------------------ | ----------------- | ----------------- | ----------------- |
| Nr.                     | Navn               |                   |                   |                   |
| 11                      | Mario Aerts        | Belgien           |                   |                   |
| 12                      | Wilfried Cretskens | Belgien           |                   |                   |
| 13                      | Glenn D'Hollander  | Belgien           |                   |                   |
| 14                      | Michiel Elijzen    | Holland           |                   |                   |
| 15                      | Gorik Gardeyn      | Belgien           |                   |                   |
| 16                      | Pieter Jacobs      | Belgien           |                   |                   |
| 17                      | Jonas Ljungblad    | Sverige           |                   |                   |
| 18                      | Kenny Dehaes       | Belgien           |                   |                   |
| Holdleder: Marc Wauters |                    |                   |                   |                   |

| Cervélo TestTeam CTT         | Cervélo TestTeam CTT | Cervélo TestTeam CTT | Cervélo TestTeam CTT | Cervélo TestTeam CTT |
| ---------------------------- | -------------------- | -------------------- | -------------------- | -------------------- |
| Nr.                          | Navn                 |                      |                      |                      |
| 21                           | Simon Gerrans        | Australien           |                      |                      |
| 22                           | Roger Hammond        | Storbritannien       |                      |                      |
| 23                           | Jeremy Hunt          | Storbritannien       |                      |                      |
| 24                           | Ted King             | USA                  |                      |                      |
| 25                           | Ignatas Konovalovas  | Litauen              |                      |                      |
| 26                           | Brett Lancaster      | Australien           |                      |                      |
| 27                           | Martin Reimer        | Tyskland             |                      |                      |
| 28                           | Dominique Rollin     | Canada               |                      |                      |
| Holdleder: Marcello Albasini |                      |                      |                      |                      |

| Topsport Vlaanderen-Mercator TSV   | Topsport Vlaanderen-Mercator TSV | Topsport Vlaanderen-Mercator TSV | Topsport Vlaanderen-Mercator TSV | Topsport Vlaanderen-Mercator TSV |
| ---------------------------------- | -------------------------------- | -------------------------------- | -------------------------------- | -------------------------------- |
| Nr.                                | Navn                             |                                  |                                  |                                  |
| 31                                 | Klaas Lodewyck                   | Belgien                          |                                  |                                  |
| 32                                 | Tom Criel                        | Belgien                          |                                  |                                  |
| 33                                 | Kristof Vandewalle               | Belgien                          |                                  |                                  |
| 34                                 | Bart Vanheule                    | Belgien                          |                                  |                                  |
| 35                                 | Maarten Neyens                   | Belgien                          |                                  |                                  |
| 36                                 | Stijn Neirynck                   | Belgien                          |                                  |                                  |
| 37                                 | Tim Mertens                      | Belgien                          |                                  |                                  |
| 38                                 | Geert Steurs                     | Belgien                          |                                  |                                  |
| Holdleder: Jean-Pierre Heynderickx |                                  |                                  |                                  |                                  |

| Vacansoleil VAC              | Vacansoleil VAC  | Vacansoleil VAC | Vacansoleil VAC | Vacansoleil VAC |
| ---------------------------- | ---------------- | --------------- | --------------- | --------------- |
| Nr.                          | Navn             |                 |                 |                 |
| 41                           | Martin Mortensen | Danmark         |                 |                 |
| 42                           | Baden Cooke      | Australien      |                 |                 |
| 43                           | Wim De Vocht     | Belgien         |                 |                 |
| 44                           | Gerben Löwik     | Holland         |                 |                 |
| 45                           | Wouter Mol       | Holland         |                 |                 |
| 46                           | Jens Mouris      | Holland         |                 |                 |
| 47                           | Bobbie Traksel   | Holland         |                 |                 |
| 48                           | Lieuwe Westra    | Holland         |                 |                 |
| Holdleder: Michel Cornelisse |                  |                 |                 |                 |

| CSF Group-Navigare CSF       | CSF Group-Navigare CSF    | CSF Group-Navigare CSF | CSF Group-Navigare CSF | CSF Group-Navigare CSF |
| ---------------------------- | ------------------------- | ---------------------- | ---------------------- | ---------------------- |
| Nr.                          | Navn                      |                        |                        |                        |
| 51                           | Guillermo Rubén Bongiorno | Argentina              |                        |                        |
| 52                           | Mauro Finetto             | Italien                |                        |                        |
| 53                           | Federico Canuti           | Italien                |                        |                        |
| 54                           | Marco Frapporti           | Italien                |                        |                        |
| 55                           | Maruro Abel Richeze       | Argentina              |                        |                        |
| 56                           | Tiziano Dall'Antonia      | Italien                |                        |                        |
| 57                           | Marcello Pavarin          | Italien                |                        |                        |
| 58                           | Alan Marangoni            | Italien                |                        |                        |
| Holdleder: Roberto Reverberi |                           |                        |                        |                        |

| Ceramica Flaminia-Bossini Docce FLM | Ceramica Flaminia-Bossini Docce FLM | Ceramica Flaminia-Bossini Docce FLM | Ceramica Flaminia-Bossini Docce FLM | Ceramica Flaminia-Bossini Docce FLM |
| ----------------------------------- | ----------------------------------- | ----------------------------------- | ----------------------------------- | ----------------------------------- |
| Nr.                                 | Navn                                |                                     |                                     |                                     |
| 61                                  | Mikhaylo Khalilov                   | Ukraine                             |                                     |                                     |
| 62                                  | Adriano Angeloni                    | Italien                             |                                     |                                     |
| 63                                  | Maurizio Biondo                     | Italien                             |                                     |                                     |
| 64                                  | Vladimir Duma                       | Ukraine                             |                                     |                                     |
| 65                                  | Alessandro Maserati                 | Italien                             |                                     |                                     |
| 66                                  | Diego Nosotti                       | Italien                             |                                     |                                     |
| 67                                  | Bernardo Riccio                     | Italien                             |                                     |                                     |
| 68                                  | Enrico Rossi                        | Italien                             |                                     |                                     |
| Holdleder: Giuseppe Petito          |                                     |                                     |                                     |                                     |

| Vorarlberg-Corratec VBG    | Vorarlberg-Corratec VBG | Vorarlberg-Corratec VBG | Vorarlberg-Corratec VBG | Vorarlberg-Corratec VBG |
| -------------------------- | ----------------------- | ----------------------- | ----------------------- | ----------------------- |
| Nr.                        | Navn                    |                         |                         |                         |
| 71                         | René Haselbacher        | Østrig                  |                         |                         |
| 72                         | René Weissinger         | Tyskland                |                         |                         |
| 73                         | Reto Hollenstein        | Schweiz                 |                         |                         |
| 74                         | Elias Schmäh            | Schweiz                 |                         |                         |
| 75                         | Christoph Sokoll        | Østrig                  |                         |                         |
| 76                         | Wim Van Huffel          | Belgien                 |                         |                         |
| 77                         | Andreas Dietziker       | Schweiz                 |                         |                         |
| 78                         | Sebastian Siedler       | Tyskland                |                         |                         |
| Holdleder: Johannes Kofler |                         |                         |                         |                         |

| ISD-Sport Donetsk ISE  | ISD-Sport Donetsk ISE | ISD-Sport Donetsk ISE | ISD-Sport Donetsk ISE | ISD-Sport Donetsk ISE |
| ---------------------- | --------------------- | --------------------- | --------------------- | --------------------- |
| Nr.                    | Navn                  |                       |                       |                       |
| 81                     | Volodymyr Kogut       | Ukraine               |                       |                       |
| 82                     | Oleksander Martynenko | Ukraine               |                       |                       |
| 83                     | Daniel Dominguez      | Spanien               |                       |                       |
| 84                     | Vitaly Popkov         | Ukraine               |                       |                       |
| 85                     | Yurik Agarkov         | Ukraine               |                       |                       |
| 86                     | Artem Topchanuk       | Ukraine               |                       |                       |
| 87                     | Yegor Dementev        | Ukraine               |                       |                       |
| 88                     | Jean Paul Simon       | Belgien               |                       |                       |
| Holdleder: Maes Walter |                       |                       |                       |                       |

| Glud & Marstrand Horsens GLU | Glud & Marstrand Horsens GLU | Glud & Marstrand Horsens GLU | Glud & Marstrand Horsens GLU | Glud & Marstrand Horsens GLU |
| ---------------------------- | ---------------------------- | ---------------------------- | ---------------------------- | ---------------------------- |
| Nr.                          | Navn                         |                              |                              |                              |
| 91                           | Jacob Nielsen                | Danmark                      |                              |                              |
| 92                           | Michael Færk Christensen     | Danmark                      |                              |                              |
| 93                           | Ricky Enø Jørgensen          | Danmark                      |                              |                              |
| 94                           | Christopher Juul-Jensen      | Danmark                      |                              |                              |
| 95                           | Michael Berling              | Danmark                      |                              |                              |
| 96                           | Mathias Gade                 | Danmark                      |                              |                              |
| 97                           | Kasper Linde                 | Danmark                      |                              |                              |
| 98                           | Luthando Kaka                | Sydafrika                    |                              |                              |
| Holdleder: Michael Skelde    |                              |                              |                              |                              |

| Team Capinordic CPI     | Team Capinordic CPI       | Team Capinordic CPI | Team Capinordic CPI | Team Capinordic CPI |
| ----------------------- | ------------------------- | ------------------- | ------------------- | ------------------- |
| Nr.                     | Navn                      |                     |                     |                     |
| 101                     | Jonas Aaen Jørgensen      | Danmark             |                     |                     |
| 102                     | Thomas Riber-Sellebjerg   | Danmark             |                     |                     |
| 103                     | Martin Pedersen           | Danmark             |                     |                     |
| 104                     | Fredrick Ericsson         | Sverige             |                     |                     |
| 105                     | Rasmus Guldhammer Poulsen | Danmark             |                     |                     |
| 106                     | Thomas Guldhammer Poulsen | Danmark             |                     |                     |
| 107                     | Jens-Erik Madsen          | Danmark             |                     |                     |
| 108                     | Troels Rønning Vinther    | Danmark             |                     |                     |
| Holdleder: Tom Breschel |                           |                     |                     |                     |

| Team Designa Køkken TDK       | Team Designa Køkken TDK | Team Designa Køkken TDK | Team Designa Køkken TDK | Team Designa Køkken TDK |
| ----------------------------- | ----------------------- | ----------------------- | ----------------------- | ----------------------- |
| Nr.                           | Navn                    |                         |                         |                         |
| 111                           | Allan Johansen          | Danmark                 |                         |                         |
| 112                           | René Jørgensen          | Danmark                 |                         |                         |
| 113                           | Kasper Jebjerg          | Danmark                 |                         |                         |
| 114                           | Michael Reihs           | Danmark                 |                         |                         |
| 115                           | Aleksejs Saramotins     | Letland                 |                         |                         |
| 116                           | Sergej Firsanov         | Rusland                 |                         |                         |
| 117                           | Mads Christensen        | Danmark                 |                         |                         |
| 118                           | Laurent Didier          | Luxembourg              |                         |                         |
| Holdleder: Christian Andersen |                         |                         |                         |                         |

| Blue Water–Cycling for Health BWC        | Blue Water–Cycling for Health BWC | Blue Water–Cycling for Health BWC | Blue Water–Cycling for Health BWC | Blue Water–Cycling for Health BWC |
| ---------------------------------------- | --------------------------------- | --------------------------------- | --------------------------------- | --------------------------------- |
| Nr.                                      | Navn                              |                                   |                                   |                                   |
| 121                                      | Andreas Frisch                    | Danmark                           |                                   |                                   |
| 122                                      | Jakob Kollerup                    | Danmark                           |                                   |                                   |
| 123                                      | Morten Voss Christiansen          | Danmark                           |                                   |                                   |
| 124                                      | Michael Johansen                  | Danmark                           |                                   |                                   |
| 125                                      | Glenn Bak                         | Danmark                           |                                   |                                   |
| 126                                      | Kalle Corneliussen                | Danmark                           |                                   |                                   |
| 127                                      | Rasmus Quaade                     | Danmark                           |                                   |                                   |
| 128                                      | Jan Almblad                       | Danmark                           |                                   |                                   |
| Holdleder: Michael Blaudzun / Keld Fjord |                                   |                                   |                                   |                                   |

| Team Concordia-Vesthimmerland Pro Cycling VPC | Team Concordia-Vesthimmerland Pro Cycling VPC | Team Concordia-Vesthimmerland Pro Cycling VPC | Team Concordia-Vesthimmerland Pro Cycling VPC | Team Concordia-Vesthimmerland Pro Cycling VPC |
| --------------------------------------------- | --------------------------------------------- | --------------------------------------------- | --------------------------------------------- | --------------------------------------------- |
| Nr.                                           | Navn                                          |                                               |                                               |                                               |
| 131                                           | Daniel Holm Foder                             | Danmark                                       |                                               |                                               |
| 132                                           | Philip Nielsen                                | Danmark                                       |                                               |                                               |
| 133                                           | Lars Ulrich                                   | Danmark                                       |                                               |                                               |
| 134                                           | Michael Larsen                                | Danmark                                       |                                               |                                               |
| 135                                           | Simon Lerbech                                 | Danmark                                       |                                               |                                               |
| 136                                           | Kaspar Schjønnemann                           | Danmark                                       |                                               |                                               |
| 137                                           | Nicolaj Olesen                                | Danmark                                       |                                               |                                               |
| 118                                           | Thomas Just                                   | Danmark                                       |                                               |                                               |
| Holdleder: Jørgen Marcussen                   |                                               |                                               |                                               |                                               |

| Team Post Danmark DEN | Team Post Danmark DEN | Team Post Danmark DEN | Team Post Danmark DEN | Team Post Danmark DEN |
| --------------------- | --------------------- | --------------------- | --------------------- | --------------------- |
| Nr.                   | Navn                  |                       |                       |                       |
| 141                   | Thomas Vedel Kvist    | Danmark               |                       |                       |
| 142                   | Mathias Lisson        | Danmark               |                       |                       |
| 143                   | Jakob Bering          | Danmark               |                       |                       |
| 144                   | Christian Moberg      | Danmark               |                       |                       |
| 145                   | Jesper Odgaard        | Danmark               |                       |                       |
| 146                   | Klaus Nielsen         | Danmark               |                       |                       |
| 147                   | Søren Pugdahl         | Danmark               |                       |                       |
| 148                   | Christian Ranneries   | Danmark               |                       |                       |
| Holdleder: Lars Bonde |                       |                       |                       |                       |